# Ernst von Schuch
Ernst Edler von Schuch, geboren als Ernest Gottfried Schuch, (* 23. November 1846 in Graz; † 10. Mai 1914 in Niederlößnitz in Sachsen) war ein österreichisch-sächsischer Dirigent, der als Generalmusikdirektor der Dresdner Hofoper und durch seine Zusammenarbeit mit Richard Strauss als dessen „Leibdirigent“ berühmt wurde. Die über vierzig Jahre seines Schaffens in Dresden (1872–1914) werden als die Ära Schuch rezipiert.

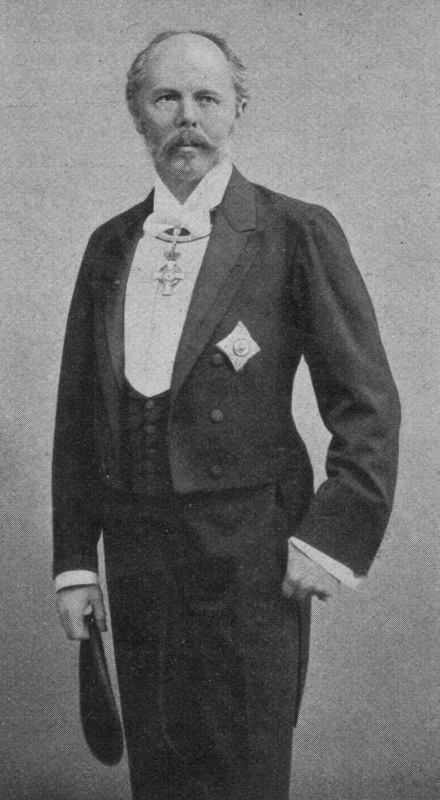
Ernst von Schuch, 1902, mit dem Albrechts-Orden

## Leben
Schuch war der Sohn eines höheren Beamten. Nach seinem Abitur studierte er in Graz Jura, daneben musizierte er weiterhin wie bereits seit früher Kindheit (Geige, Klavier). Er leitete den Academischen Musikverein und war ein Schüler des Dirigenten Eduard Stolz. Dann immatrikulierte er sich in Wien und wurde Schüler von Felix Otto Dessoff. 1867, nach seiner juristischen Zwischenprüfung, begann er als Kapellmeister bei Theodor Lobe in Breslau. Es folgten Verpflichtungen in Würzburg (1868–1870), Graz (1870/1871) und Basel, bevor er 1872 nach einer Aufsehen erregenden Konzertreise unter Bernhard Pollini (1838–1897) durch Graf Julius von Platen als Musikdirektor für die italienische Oper in Dresden an die Hofoper engagiert wurde. Dort wurde er 1873 Königlicher Kapellmeister neben Julius Rietz, später neben Franz Wüllner. 1879 stieg er zum Leiter der Königlichen Kapelle auf. 1882 übernahm er die Direktion der Hofoper als Hofrat, womit er entscheidenden Einfluss auf die Programmgestaltung wie auch die Weiterentwicklung der Kapelle selbst nehmen konnte. 1889 wurde er zum Generalmusikdirektor ernannt. Die einaktige Oper „Marga“ Pittrichs u. a. mit dem Heiduckenlied „In grauser Schlucht, auf hohem Saum“ für Sänger mit Baritonstimme wurde unter Schuch 1894 aufgeführt.
Im Jahr 1898 wurde Schuch vom österreichischen Kaiser in den erblichen Adelsstand erhoben und 1899 wurde er zum sächsischen Geheimen Hofrat ernannt. Im selben Jahr 1899 erhielt er die sächsische Adelsanerkennung. Sein Wirken ging als Ära Schuch in die Operngeschichte ein.
Neben Gastspielreisen in Berlin, München, Wien und Paris blieb er Dresden bis zu seinem Tode verbunden und schlug einige verlockende Angebote an andere bedeutende Häuser aus, darunter das Richard-Wagner-Festspielhaus in Bayreuth. Schuch machte Dresden zu einer der führenden Musikbühnen Europas, erweiterte die Sächsische Staatskapelle zu einer der größten der Welt und schuf daraus ein Ensemble von Weltruf. Mit diesem pflegte er einerseits das Repertoire seines Amtsvorgängers Richard Wagner, den er verehrte und dessen Werk er dem Dresdner Publikum in Gänze erschloss. Daneben präsentierte er der Öffentlichkeit das Wirken der zeitgenössischen italienischen Opernkomponisten, ergänzt um Werke aus dem slawischen Kulturkreis. Als Pianist begleitete Schuch 1905 die sogenannte Traumtänzerin Magdeleine Guipet im Dresdner Schauspielhaus, die sich vor ihrem Auftritt unter Hypnose setzen ließ. Bei dieser und auch mehreren anderen Gelegenheiten in den 1900er Jahren waren Karl May und Gattin auf Einladung oder auch zusammen mit den Schuchs zu Musikveranstaltungen in Dresden.
Von seinen vielen Ur- und Erstaufführungen werden insbesondere die Uraufführungen von Richard Strauss’ Feuersnot (1901), Salome (1905), Elektra (1909), Rosenkavalier (1911) sowie deutsche Erstaufführungen von Puccini und Mascagni rezipiert. Daneben wurde Schuch auch als Konzertdirigent geschätzt und setzte sich als solcher besonders für Orchesterwerke von Felix Draeseke, Strauss und Gustav Mahler ein, von dem er zwischen 1897 und 1914 viele Werke als Erstaufführungen nach Dresden brachte.

Situationsplan Flur Niederlössnitz zur Erweiterung der Villa Favorita, 1888 (mit Unterschrift von Ernst Schuch); rechts die Villa Gringmuth

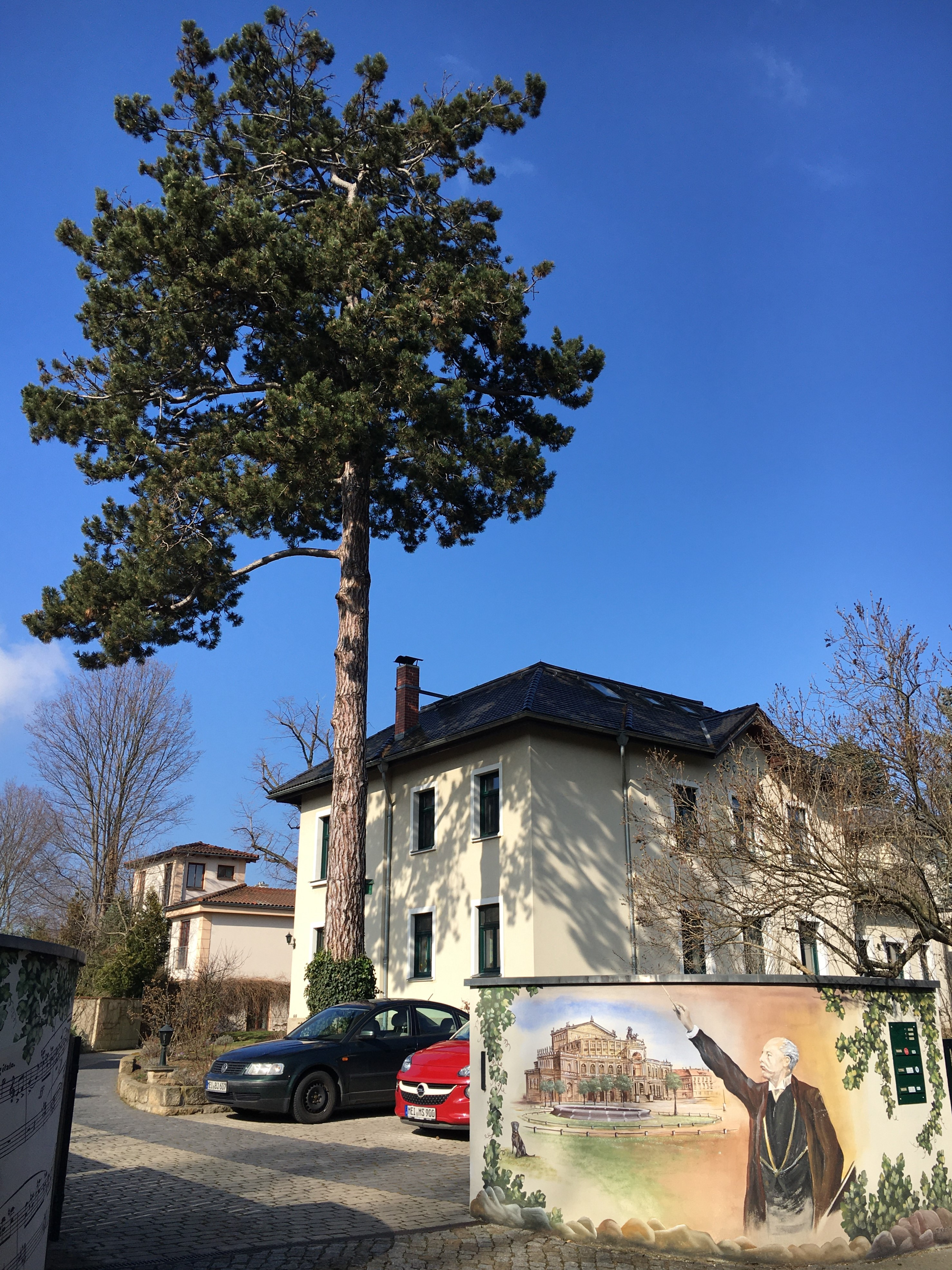
Villa Schuch, 2022

Schuch war ab 1875 mit der Koloratursopranistin Clementine von Schuch-Proska (1850–1932) verheiratet. Nachdem Schuch sich ab 1880 jeweils in der Lößnitz eine Sommerwohnung gemietet hatte, nahm er 1882 seinen Sommerwohnsitz in der Niederlößnitz, in der Weintraubenstraße direkt nördlich des Gasthofs Goldene Weintraube (heute Stammhaus der Landesbühnen Sachsen). Die Straße wurde im Folgejahr, 1883, auf seinen Antrag umbenannt in Schuchstraße. Dort unter der heutigen Adresse Nr. 15/17 stand ursprünglich ein eher kleineres Haus, das der Baumeister Moritz Ziller 1866 (oder 1876/77) als Landhaus im Schweizerstil für den Eigentümer der Goldenen Weintraube errichtet hatte und das in den Folgejahren mehrfach für Schuch erweitert werden musste und ab 1897 als Ganzjahreswohnung diente. Schuch selbst nannte das Haus, dessen heutige Besitzer Villa Schuch an den Giebel geschrieben haben, Villa Favorita (damalige Adresse Schuchstraße 11). Dort kam 1891 seine Tochter Liesel von Schuch (1891–1990) als jüngstes von fünf Kindern zur Welt, die ebenfalls wie die Mutter eine erfolgreiche Koloratursopranistin wurde. Liesels ältere Schwester Käthe (1885–1973; auch verh. Ullmann bzw. Schmidt) schlug ebenfalls die Sängerkarriere ein. Bruder Hans (1886–1963) wurde ein bekannter Cellist. Dessen Tochter Clementine von Schuch (1921–2014) wurde wiederum Opernsängerin. Schuch führte dort ein gastliches Haus, in dem „wohl alle namhaften Musiker und Theaterleute seiner Zeit einmal gern und ohne Förmlichkeit aufgenommen wurden.“ Mit diesen erging er sich gern auf ausgedehnten Spaziergängen durch die Lößnitz.
Schuch fuhr viele Jahre mit der Eisenbahn von der nahegelegenen Station Weintraube zur Arbeit. Extra für ihn wurde ein Sonderzug eingerichtet, im Volksmund „Schuch-Zug“ genannt, der jeweils zur Probenzeit fuhr.

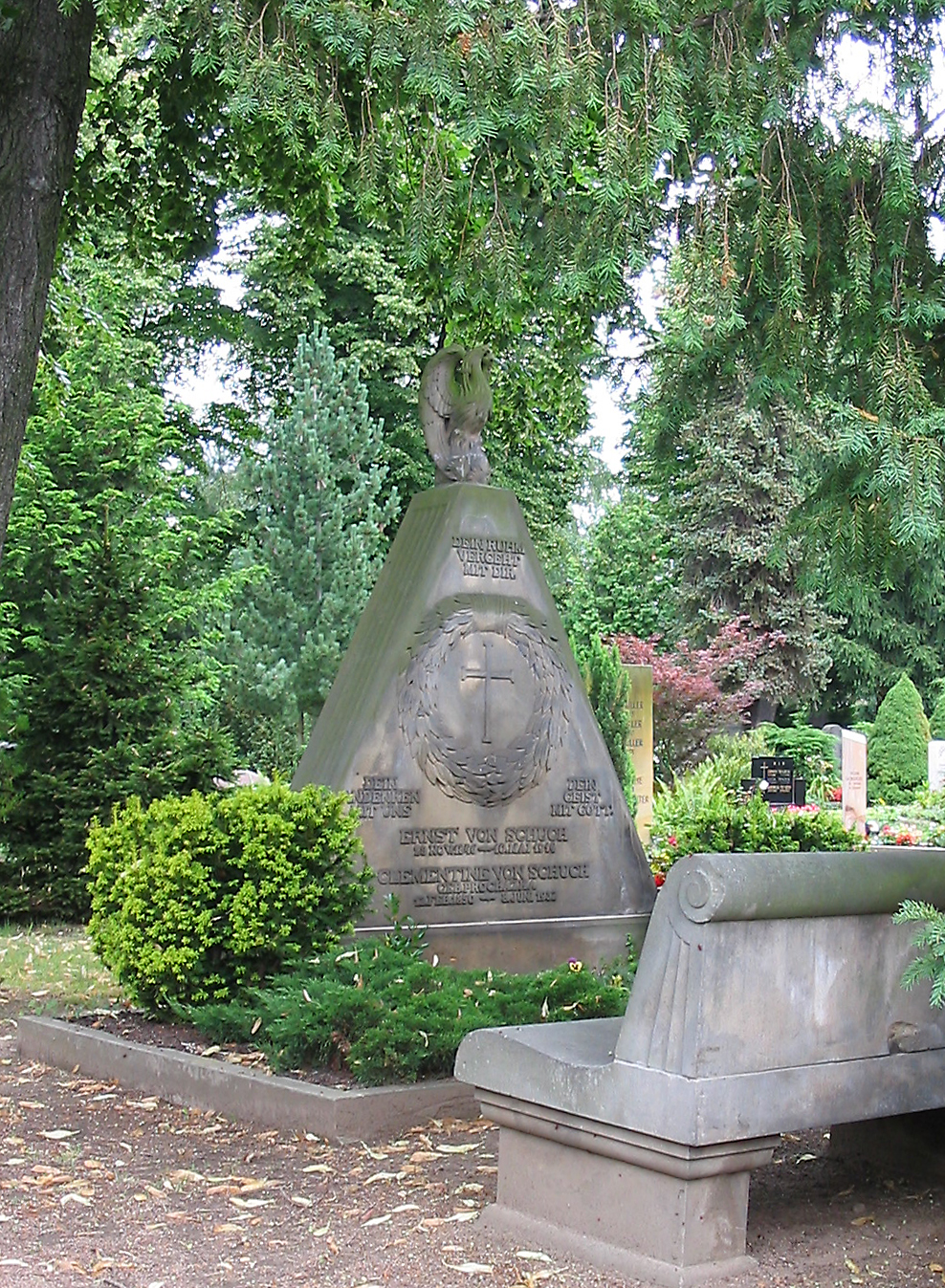
Grab von Ernst und Clementine von Schuch auf dem Friedhof Radebeul-West

Schuch starb kurz nach der Dresdner Erstaufführung von Wagners Parsifal. Er wurde am 14. Mai 1914 unter großer öffentlicher Teilnahme zu den Klängen von Wagners Trauermarsch aus der Oper Götterdämmerung auf dem Kötzschenbrodaer Friedhof beerdigt. Dort liegt er zusammen mit seiner Ehefrau Clementine, die dort 1932 neben ihm beerdigt wurde. Direkt in der Nähe liegt auch das Grab ihrer Tochter Liesel. Sein Nachfolger als Chefdirigent der Sächsischen Staatskapelle wurde Fritz Reiner (1888–1963).

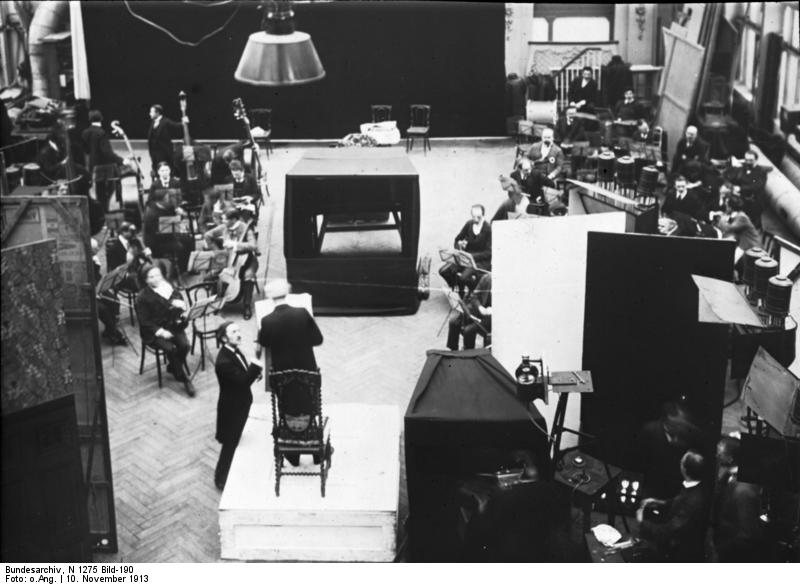
Oskar Messter: Werkaufnahme eines Dirigentenfilms mit Schuch am Pult, daneben Giuseppe Becce, dazu das Blüthner-Orchester, 1913
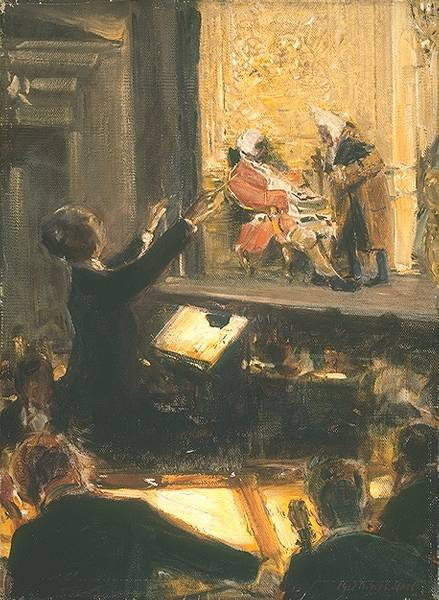
Robert Sterl: Ernst von Schuch dirigiert den Rosenkavalier, 1912
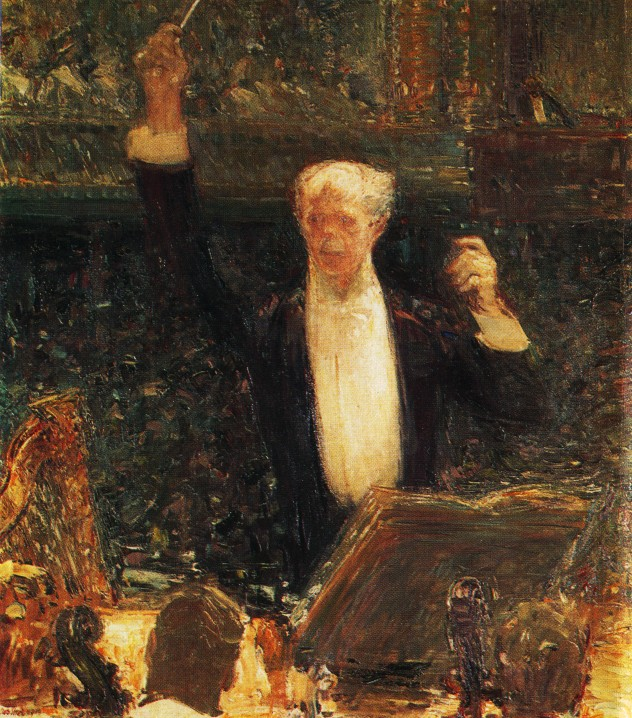
Robert Sterl: Ernst von Schuch dirigiert, 1914
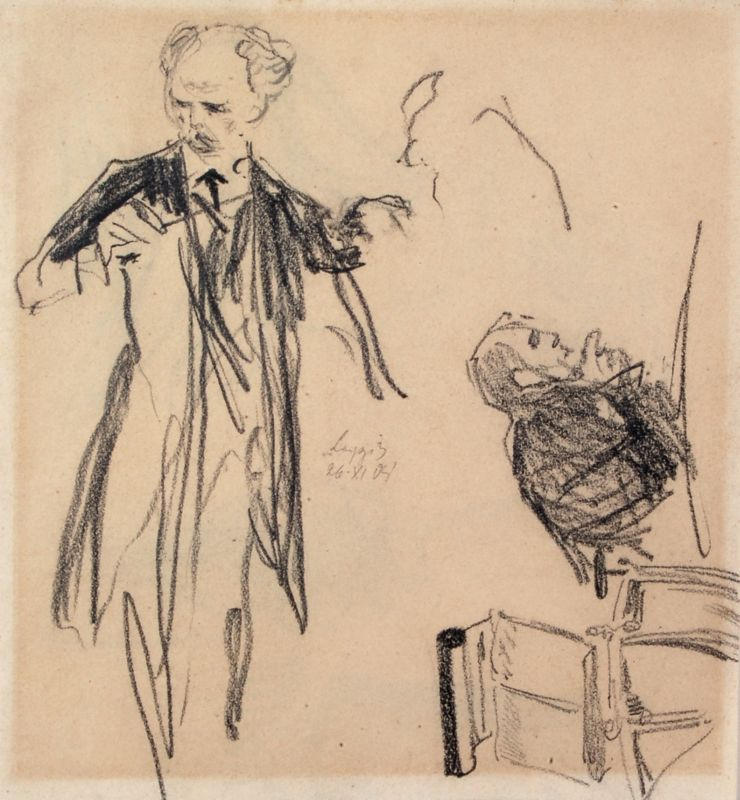
Robert Sterl: Skizze zu Ernst von Schuch, 1908
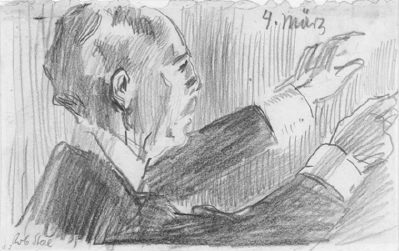
Robert Sterl: Skizze zu Ernst von Schuch
Hofrat Schuch, porträtiert von Karl Mediz, 1895

## Werke (Auswahl)
- Adagio für Orchester RISM ID: 290002935 (Digitalisat der SLUB Dresden)
- Ouvertüre RISM ID: 290002934 (Digitalisat der SLUB Dresden)
- Weihelied für Soli, Chor und Orchester RISM ID: 290002936 (Digitalisat der SLUB Dresden)
- Zwei Lieder für eine Singstimme und Piano
  - Im tiefsten Innern, Erler, Berlin, 1877 OCLC 699729933
  - Ich fühle deinen Odem, Erler, Berlin, 1877 OCLC 699729940

## Ur- und Erstaufführungen (Auszug)
Schuch dirigierte in Dresden 122 oder 123 Erst- und Uraufführungen, darunter:
- Giuseppe Verdi: Rigoletto, EA Dresden 1874
- Giuseppe Verdi: La traviata, EA Dresden 1875
- Giuseppe Verdi: Messa da Requiem, EA Dresden 1876
- Georges Bizet: Carmen, EA Dresden 1880
- Robert Schumann: Genoveva, EA Dresden 1882
- Richard Wagner: Tristan und Isolde, EA Dresden 1884
- Richard Wagner: Der Ring des Nibelungen, EA Dresden 1884–86
- August Bungert: Homerische Welt (anderer Titel: Die Odyssee), Opern-Tetralogie op. 30
  - 1. Teil: Kirke, Musik-Tragödie in 3 Akten, op. 30/1, UA Dresden 1898
  - 2. Teil: Nausikaa, Musik-Tragödie in 3 Akten, op. 30/2, UA Dresden 1901
  - 3. Teil: Odysseus’ Heimkehr, Musik-Tragödie in 3 Akten, op. 30/3, UA Dresden 1896
  - 4. Teil: Odysseus' Tod, Musik-Tragödie in 3 Akten, op. 30/4, UA Dresden 1903
- Ignacy Jan Paderewski: Manru op. 20. Libretto: Alfred Nossig, UA Dresden 1901
- Richard Strauss: Feuersnot op. 50. Libretto: Ernst von Wolzogen, UA Dresden 1901
- Richard Strauss: Salome op. 54. Libretto: Richard Strauss, nach dem gleichnamigen Schauspiel von Oscar Wilde, deutsch von Hedwig Lachmann, UA Dresden 1905
- Richard Strauss: Elektra op. 58. Libretto: Hugo von Hofmannsthal, UA Dresden 1909
- Richard Strauss: Der Rosenkavalier op. 59. Libretto: Hugo von Hofmannsthal, UA Dresden 1911

## Auszeichnungen und Ehrungen

Wappen für Ernst von Schuch und Familie

Ernst von Schuch, um 1900, im Hofornat

Schuch erhielt im Laufe seiner Tätigkeit zahlreiche in- und ausländische Auszeichnungen und Ehrungen, die Orden teilweise in unterschiedlichen Stufen.
Im Jahr 1898 wurde Schuch als österreichischer Bürger durch Kaiser Franz Joseph I. nobilitiert. Das auch für seine Familie geltende erbliche Adelsprädikat war Edler von, dazu gab es ein Wappen. Anfang 1899 erhielt Schuch die Bestätigung des sächsischen Hofes zur Führung seines Adelstitels. Im April jenes Jahres wurde er dann zum Geheimen Hofrat 3. Klasse ernannt. 1907 folgte die Rangerhöhung auf Rang 18c der 2. Klasse in der Hofrangordnung, womit er an der königlichen Tafel selbst sitzen durfte (Platz Nr. 23).

### Orden
- Sachsen: Zivilverdienstorden: Komtur I. Klasse (1912), Albrechts-Orden: Komtur II. Klasse (1891), Ritter I. Klasse  (1878); Goldene Medaille Virtuti et ingenio am Band (1902), Carola-Medaille in Silber (1899)
  - Goldene Medaille für Verdienste der Stadt Dresden (1898)
  - Erinnerungsgedenkmünze an das 350-jährige Bestehen der Dresdner Hofkapelle (1899)
- Sachsen-Coburg und Gotha, -Altenburg und Meiningen: Herzoglich Sachsen-Ernestinischer Hausorden: Komtur I. Klasse (1893), Ritter (1884)
- Sachsen-Weimar: Hausorden vom Weißen Falken: Kommandeur mit dem Stern[12]
- Baden: Orden vom Zähringer Löwen: Kommandeur I. Klasse (1908)
- Bayern: Verdienstorden der Bayerischen Krone: Großkomtur (1912), Verdienstorden vom Heiligen Michael: Ritter II. Klasse mit dem Stern (1896)
- Lippe: Lippischer Hausorden: Ehrenkreuz III. Klasse (1876)
- Österreich-Ungarn: Franz-Joseph-Orden: Komtur mit dem Stern (1906), Ritter (1879); Orden der Eisernen Krone: Ritter III. Klasse (1886)
- Preußen: Roter Adlerorden: II. Klasse (1912), IV. Klasse (1882); Kronenorden (Preußen): II. Klasse (1903), niedrigere Klasse (1897)
- Württemberg: Friedrichs-Orden: Kommentur I. Klasse (1906), Kommentur II. Klasse (1896)
- Päpstlicher Stuhl: Gregoriusorden: Komtur (1898)
- Rumänien: Orden der Krone von Rumänien: Offizier (1888)
- Russland: Annenorden: Ritter II. Klasse (1890)
- Schweden: Wasaorden: Ritter (1875)
- Serbien: Takovo-Orden: Großoffizier[12]
- Siam: Weißer Elefantenorden: Komtur II. Klasse (1897)
- Spanien: Orden de Isabel la Católica: Komtur mit Stern (1908 oder 1909)
- Toskana: Zivilverdienstorden: Komtur (1877)

### Ehrungen
- 1879: Ehrenmitglied des Tonkünstlervereins in Dresden
- 1882: Ehrenmitglied der Dreyssigschen Singakademie Dresden
- 1889: Ehrenmitglied des Dresdner Männergesangvereins
- 1890: Ehrenmitglied des Steiermärkischen Musikvereins
- 1891: Alter Herr im Deutschen Akademischen Gesangverein Graz
- 1895: Ehrenmitglied des Allgemeinen Deutschen Musikervereins
- 1900: Ehrenmitglied der Berliner Liedertafel
- 1903: Ehrenmitglied des Österreichisch-Ungarischen Hilfsvereins Dresden
- 1911: Ehrenmitglied der American Philharmonic Academy

## Künstlerfamilie
Auf die Eltern Ernst und Clementine von Schuch folgten zwei weitere Generationen musisch begabter Nachkommen:
- Ernst von Schuch (1846–1914), Dirigent und GMD ⚭ Clementine von Schuch-Proska (1850–1932), Kammersängerin (Koloratursopranistin)
  - Käthe von Schuch-Schmidt (1885–1973), Sopranistin
  - Hans von Schuch (1886–1963), Cellist
    - Clementine von Schuch (1921–2014), Mezzosopranistin

  - Liesel Schuch-Ganzel (1891–1990), Kammersängerin (Koloratursopranistin)

Die drei Enkelinnen Clementine von Schuch, Brigitte Bela (Tochter von Käthe von Schuch-Schmidt) sowie Sabine Lämmel errichteten 2011 die Familienstiftung Ernst Edler von Schuch in der Trägerschaft des Stadtmuseum Dresden, die Erbstücke ihrer bedeutenden Großeltern aus deren Schaffenszeit dem Stadtmuseum Dresden überreichte. Diese Familienstiftung soll jedoch nicht nur die Vergangenheit dokumentieren, sondern fördert auch junge Musiktalente.